# Сейсмічність Казахстану
Територія Казахстану — характеризується досить активною і потужною сейсмічністю.

## Загальна характеристика
У межах Казахстану сейсмічними є значні площі Кизилординської, Жамбильської, Алматинської, Талдикорганської, Східноказахстанської та Абайської областей. Виділяється ряд сейсмоактивних зон: Центр-Кизилкум, Чаткало-Курамінська, Північно-Тянь-Шаньська, Джунгарська, Зайсанська, Західно-Алтайська. 
Найбільшу сейсмонебезпеку представляють Північно-Тянь-Шаньська і Джунгарська зони. Осередки сильних землетрусів цих зон приурочені до Заїлійського Алатау, Кунгей-Алатау, Киргизького Алатау і тяжіють до глибинних тектонічних порушень. Епіцентри Джунгарської зони простежуються смугою вздовж хребта Боро-Хоро. За останнє сторіччя тут сталося п'ять 7–8-бальних землетрусів. З цими двома зонами пов'язане основне поле можливих 9-бальних землетрусів; 8-бальна зона проходить по широті м. Джамбулу і охоплює основну частину Ілійської западини і північні схили Джунгарського Алатау. Значна частина території Казахстану віднесена до 7–6-бальної зони. Місто Алмати та його околиці відносяться до Алматинського сейсмоактивного району 9-бальної зони південного сходу Казахстану.

## Землетруси у минулі століття
Найбільш сильними землетрусами минулого століття на території сучасного Казахстану були: Кемінське, Кеміно-Чуйське (20 червня 1936), Чилікське (30 листопада 1967), Сари-Камиське (5 червня 1970), Джамбулське (10 травня 1971) — названі за географічним знаходженням їх епіцентрів .

## Землетруси ХХІ століття

### 2013
28 січня, о 22:38 (за місцевим часом), в Східному Казахстані стався сильно помірний (за шкалою інтенсивності МSK-64) землетрус магнітудою 6,6 балів (за шкалою Ріхтера). Згідно повідомлення Сейсмологічної  дослідно-методичної експедиції Комітету науки Міністерства освіти і науки Казахстану, епіцентр землетрусу був розташований за 227 км на схід від Алмати. Гіпоцентр землетрусу залягав на глибині 10 км. Інформації про жертви і руйнування — не надходило.

### 2019
18 серпня, о 05:07 (за місцевим часом), в Казахстані стався помірний (за шкалою інтенсивності МSK-64) землетрус магнітудою 5,4 балів (за шкалою Ріхтера). За даними Комітету з надзвичайних ситуацій МВС Казахстану, епіцентр землетрусу знаходився за 145 км на північний схід від м. Алмати, енергетичний клас землетрусу склав 12,8. Глибина залягання гіпоцентру землетрусу становила 5 км. П'ятибальні підземні поштовхи відчули мешканці м. Жаркенту, в м. Талдикоргані та в с. Сати їх сила склала — 2–3 бали. Відомостей про постраждалих і руйнування — не надходило.
4 грудня, о 01:38 (за місцевим часом), в Казахстані стався помірний (за шкалою інтенсивності МSK-64) землетрус магнітудою 5,2 балів (за шкалою Ріхтера). Згідно повідомлення Департаменту з надзвичайних ситуацій Казахстану, епіцентр землетрусу був розташований за 303 км на північний схід від міста Алмати. Енергетичний клас землетрусу склав 11,1. Підземні поштовхи також відчувалися в Текелі, Талдикоргані та околицях. Про загиблих або постраждалих — не повідомлялося.

### 2023
6 лютого мережею сейсмічних станцій ТОВ "СОМЕ" МНС Казахстану зареєстровано помірний (за шкалою інтенсивності МSK-64) землетрус магнітудою 5,4 балів (за шкалою Ріхтера). Епіцентр землетрусу був розташований за 628 км на захід від м. Алмати, гіпоцентр землетрусу залягав на глибині 5 км. Енергетичний клас землетрусу склав 11,7. Відомості про відчутність (за шкалою MSK-64): м. Шимкент — 2–3 бали, с. Темірлан — 3 бали.
10 лютого, о 18:35 за місцевим часом (14:35 за київським), біля кордону Казахстану з Росією стався сильно відчутний (за шкалою інтенсивності МSK-64) землетрус магнітудою 4,4 балів (за шкалою Ріхтера). Згідно повідомлення сейсмологічної дослідно-методологічної експедиції МНС Казахстану впродовж тижня підземні поштовхи в Казахстані відбулися вдруге. За оцінками фахівців, землетрус стався на відстані 208 км на південний схід від міста Усть-Каменогорська з гіпоцентром на глибині 10 км. Повідомлень про руйнування не надходило.

### 2024
4 березня, близько 07:22 (за київським часом), у Казахстані в районі міста Алмати стався помірний (за шкалою інтенсивності МSK-64) землетрус. За даними Європейського середземноморського сейсмологічного центру (EMSC), епіцентр землетрусу був розташований за 31 км на південь від Алмати, його магнітуда становила 5,3 балів (за шкалою Ріхтера).